# Hadena sancta
Hadena sancta là một loài bướm đêm thuộc họ Noctuidae. Loài này có ở Tây Ban Nha, Corse, Sardegna, Malta, Bắc Phi, Israel, Liban, Syria, Jordan, Cộng hòa Síp, Thổ Nhĩ Kỳ, Ả Rập Xê Út và Yemen.
Con trưởng thành bay từ tháng 3 đến tháng 5 làm một đợt ở Israel.
Ấu trùng ăn hạt của các loài Silene.

## Phụ loài
- Hadena sancta sancta (Libya, Algérie)
- Hadena sancta protai (Ý)
- Hadena sancta turca (Thổ Nhĩ Kỳ)
- Hadena sancta cypriaca (Cyprus)
- Hadena sancta atrifusa